# Vahle (Uslar)
Vahle est un quartier de la commune d'Uslar, dans le Land de Basse-Saxe.

## Géographie
Vahle se situe sur les contreforts sud du Solling. Le centre-ville d'Uslar est à 2 km au sud-ouest.
Le village est à une altitude d'environ 200 mètres et est entouré de prairies et de champs. Au nord, le Solling, très boisé, culmine à plus de 500 m.

## Histoire
Le village est mentionné pour la première fois en 1141 sous le nom de "Valede".
Vahle est incorporé à la ville d'Achim le 1er mars 1974.

## Source, notes et références
- (de) Cet article est partiellement ou en totalité issu de l’article de Wikipédia en allemand intitulé « Vahle (Uslar) » (voir la liste des auteurs).

1. ↑  (de) Statistisches Bundesamt, Historisches Gemeindeverzeichnis für die Bundesrepublik Deutschland. Namens-, Grenz- und Schlüsselnummernänderungen bei Gemeinden, Kreisen und Regierungsbezirken vom 27.5.1970 bis 31.12.1982, 1983 (ISBN 3-17-003263-1)